# She Is Suffering
"She Is Suffering" é uma canção da banda britânica de rock Manic Street Preachers, lançada em outubro de 1994 como o terceiro e último single do álbum The Holy Bible, lançado no mesmo ano. A música é uma composição dos quatro integrantes do grupo.
Segundo Richey, a composição é sobre desejo. A música foi inclusa na coletânea Forever Delayed (2002), com seu respectivo clipe.
O single alcançou a 25ª posição nas paradas britânicas.

## Faixas
Todas as letras escritas por Richey Edwards e Nicky Wire, exceto onde anotado, todas as músicas compostas por James Dean Bradfield e Sean Moore.
| CD single 1 |                                       |         |  |
| N.º         | Título                                | Duração |  |
| 1.          | "She Is Suffering (7" Radio Edit)"    | 4:07    |  |
| 2.          | "Love Torn Us Under"                  | 3:42    |  |
| 3.          | "The Drowners" (part. Bernard Butler) | 3:17    |  |
| 4.          | "Stay with Me"                        | 3:37    |  |

| CD single 2 |                                                                                       |         |  |
| N.º         | Título                                                                                | Duração |  |
| 1.          | "She Is Suffering (7" Radio Edit)" (remixado por The Dust Brothers)                   |         |  |
| 2.          | "La Tristesse Durera (Scream to a Sigh) (Vocal Mix)" (remixado por The Dust Brothers) |         |  |
| 3.          | "La Tristesse Durera (Scream to a Sigh) (Dub Mix)" (remixado por The Dust Brothers)   |         |  |
| 4.          | "Faster (Dub Mix)" (remixado por The Dust Brothers)                                   |         |  |

| 10" vinyl |                                                                     |         |  |
| N.º       | Título                                                              | Duração |  |
| 1.        | "She Is Suffering (7" Radio Edit)" (remixado por The Dust Brothers) | 4:04    |  |
| 2.        | "The Drowners (Live)" (part. Bernard Butler)                        | 3:17    |  |
| 3.        | "Stay with Me (Live)"                                               | 3:36    |  |

| Cassette |                                                                     |         |  |
| N.º      | Título                                                              | Duração |  |
| 1.       | "She Is Suffering (7" Radio Edit)" (remixado por The Dust Brothers) |         |  |
| 2.       | "Love Torn Us Under"                                                |         |  |

## Ficha técnica
- James Dean Bradfield - vocais, guitarra
- Nicky Wire - baixo
- Sean Moore - bateria
- Richey Edwards - guitarra base